# Leiopicus
Leiopicus é um género de aves da família dos pica-paus. 

## Lista de espécies
O género Leiopicus é composto por uma única espécie:
- Pica-pau-marata, Leiopicus mahrattensis

No entanto, algumas autoridades, como a BirdLife International, consideram mais algumas espécies como fazendo parte deste género.